# Montenartró
Montenartró es una localidad perteneciente al municipio de Llavorsí, en la provincia de Lérida, comunidad autónoma de Cataluña, España. En 2019 contaba con 20 habitantes.